# Мекси, Кристо
Кристо Мекси (алб. Kristo Meksi; 1849—1931, Тирана) — албанский политик и один из первых дипломатов Албании, делегат на Ассамблее во Влёре, где была принята Декларация независимости Албании.

## Биография
Кристо Мекси родился в селении Лябова в 1849 году, окончил греческой школе Зосимеа в городе Янина, после чего эмигрировал в Румынию. Там он занялся патриотической деятельностью. В 1906 году Мекси финансировал издание книг и учебников на албанском языке, в частности в сотрудничестве с Томой Чами, напечатал около 2000 учебников на гегском диалекте албанского языка. В 1908 году он передал книги Мусе Деми для открывшейся в Фильяте албаноязычной школы. Мекси также участвовал в создании первого албанского учебного заведения по подготовке учителей — Эльбасанской обычной школы (алб. Shkolla Normale e Elbasanit), основанной 1 декабря 1909 года в Эльбасане.
27 октября 1912 года вместе с Луидем Гуракуxи и другими 25 албанцами Мекси принимал в Бухаресте Исмаила Кемали, прибывшего из Триеста для подготовки местной албанской общины к провозглашению независимости Албании. После этого события Мекси отправился в Албанию, где на Ассамблее во Влёре представлял регион Янина. 4 декабря 1912 года он был избран одним из членов албанского сената наряду с такими «отцами-основателями» Албании, как Мустафа Круя, Вехби Дибра, Экрем Влёра и Бабе Дуд Карбунара.
Мекси был посланником Временного правительства Албании на Албанском конгрессе в Триесте, состоявшемся 16 февраля 1913 года и способствовавшем международному признанию этого правительства. В 1914 году Мекси стал советником Вильгельма Вида, первого и единственного князя Албании.
Мекси также в качестве советника работал в правительстве Ахмета Зогу. В последние годы своей жизни он полностью ослеп. Мекси умер в Тиране в 1931 году.